# Liste der Gedenktafeln im Bezirk Reinickendorf
Diese Seite gibt einen Überblick über Gedenktafeln in dem Berliner Bezirk Reinickendorf.
- Liste der Gedenktafeln in Berlin-Borsigwalde
- Liste der Gedenktafeln in Berlin-Frohnau
- Liste der Gedenktafeln in Berlin-Heiligensee
- Liste der Gedenktafeln in Berlin-Hermsdorf
- Liste der Gedenktafeln in Berlin-Lübars
- Liste der Gedenktafeln in Berlin-Märkisches Viertel
- Liste der Gedenktafeln in Berlin-Reinickendorf
- Liste der Gedenktafeln in Berlin-Tegel
- Liste der Gedenktafeln in Berlin-Waidmannslust
- Liste der Gedenktafeln in Berlin-Wittenau